# Ferdinand Blumentritt
Ferdinand Blumentritt (10 de septiembre de 1853, Praga - 20 de septiembre de 1913, Litoměřice) fue un maestro, profesor, director, escritor, historiador y etnógrafo austríaco. Es recordado principalmente por ser el autor de varios artículos y libros sobre Filipinas, además 
de por la estrecha relación académica que mantuvo con José Rizal. Es uno de los principales creadores del Filipinismo moderno.

## Biografía
Blumentritt nació en Praga en 1853, cuando esta era parte del antiguo Imperio Austro-Húngaro. Era sobrino del escritor Ferenc Virághalmi, y tenía parte de ascendencia española.
Durante su vida dio muestras de ser un ferviente católico, quien consideraba a la Iglesia Católica como la única verdadera. Fue un firme defensor de la legislación española vigente en aquel tiempo, como reflejó en artículos publicados en periódicos, además de libros, discursos, etc., hasta tal punto que le hizo merecedor de recibir una condecoración del gobierno de Madrid, así como un premio de la exposición de Filipinas organizado en Madrid en 1887. Sin embargo, fue extremadamente crítico con la actuación del gobierno colonial español en Filipinas, especialmente en su trato a Rizal.
Blumentritt murió en Litoměřice, República Checa, en 1913. Su nombre es recordado en las Filipinas en numerosos lugares públicos y calles.

## Relación con Rizal
Blumentritt escribió extensivamente acerca de las Filipinas, aunque nunca llegó a visitar las islas. Su obra es bien conocido en las Filipinas debido a la estrecha amistad que mantuvo con el héroe nacional del país, José Rizal. Aunque solo se conocieron personalmente en una ocasión, las numerosas cartas entre ambos proporcionan una referencia fundamental para los historiadores y estudiosos de Rizal.
Blumentritt se convirtió en el confidente más cercano de Rizal y tradujo al alemán su primer libro,Noli me tangere y escribió el prólogo de El filibusterismo, a pesar de que en un principio se opuso a su publicación. También escribió el prólogo de Sucesos de las islas Filipinas por el doctor Antonio de Morga, obra que había sido publicada en Méjico en 1609, y que fue nuevamente sacada a la luz y anotada por José Rizal.

## Obras principales
- Alphabetisches Register der Reifeprüfungsvorschriften. Leitmeritz, 1909
- Alphabetisches Verzeichnis der gebräuchlichsten Aquarellfarben. Leitmeritz, 1910
- America and the Philippines (1900)
- Die Chinesen auf den Philippinen. Leitmeritz, 1879
- Diccionario mitologico de Filipinas. Madrid, 1895
- Einige Manuskripte aus dem 17. und 18. Jahrhundert. Leitmeritz, 1904
- Einiges über Juan Valera. Leitmeritz, 1894
- El noli me tangere de Rizal. Barcelona, 1889
- Die Erdbeben des Juli 1880 auf den Philippinen
- Die Goldfundstellen auf den Philippinen und ihre Ausbeutung
- Holländische Angriffe auf die Philippinen im 16., 17., und 18. Jahrhundert. Leitmeritz, 1880
- Das Kaiserbild. Leitmeritz, 1899
- J. C. Labhart-Lutz. Ein Nachruf. Leitmeritz, 1889
- Die Philippinen. Eine übersichtliche Darstellung der ethnographischen und historischpolitischen Verhältnisse des Archipels. Hamburg, 1900
- Die Sprachgebiete Europas am Ausgange des Mittelalters, verglichen mit den Zuständen der Gegenwart. Praga, 1883
- Strömungen und Gezeiten an der Küste von Mindanao.
- Der "Tratado Anonimo" über den Aufstand der Cumuneros gegen König Carl V. Leitmeritz, 1878
- Versuch einer Ethnographie der Philippinen. Gotha, 1882
- Vocabular einzelner Ausdrücke und Redensarten, welche dem Spanischen der philippinischen Inseln eigenthümlich sind. Leitmeritz, 1882, 1883–1884|8, 1885|5.

## Literatura adicional
- Jindřich Tomas: Jose Rizal, Ferdinand Blumentritt and the Philippines in the New Age. The City of Litomerice: Czech. Publishing House Oswald Praha, 1998.
- The Dapitan Correspondence of Dr.Jose Rizal and Dr. Ferdinand Blumentritt. Compiled by Romeo G. Jalosjos. The City Government Dapitan City: Philippines, 2007. ISBN 978-971-93553.
- Harry Sichrovsky: Der Revolutionär von Leitmeritz. Ferdinand Blumentritt und der philippinische Freiheitskampf . Wien: Österr. Bundesverl., 1983. ISBN 3-215-04989-9
- Harry Sichrovsky: Harry Sichrovsky: Ferdinand Blumentritt: An Austrian Life for the Philippines. Manila, 1987.
- Lea Blumentritt-Virághalmy, Egy szudétanémet nagypolgár európai és délkelet-ázsiai kapcsolathálója. Szentendre, 1999 /Resume/
- Lea-Katharina Steller (née Blumentritt-Virághalmy): Ferdinand Blumentritt /1853-1913/. In: Series of the Collections for Research into Sudeten German Minority. I.. Szentendre, 2006. Szentendre, 2006.
- Lea-Katharina Steller (née Blumentritt-Virághalmy), Ferdinand Blumentritt In: Unitas, a scholarly publication of the University of Santo Tomas. Ed. I. C. Abaño OP. Manila, 2006/Dezember.